# Рейнольдс, Бёрт
Бёртон (Бадди) Ле́он Ре́йнолдс-младший (англ. Burton (Buddy) Leon Reynolds Jr.; 11 февраля 1936 — 6 сентября 2018) — американский актёр, бывший одной из самых успешных и высокооплачиваемых звёзд Голливуда в конце 1970-х годов. Лауреат двух премий «Золотой глобус» (1992, 1998) и премии «Эмми» (1991). Наиболее известен по главной роли в трилогии «Полицейский и бандит» и по роли второго плана в драме «Ночи в стиле буги», принёсшей ему номинацию на «Оскар».

## Биография
Бёртон Леон Рейнольдс родился в городе Лансинг, штат Мичиган, в семье Бёртона Майло Рейнольдса (9 июля 1906 — 20 апреля 2002) и Ферн Миллер (1902 — 6 мая 1992). Родители переехали во Флориду, когда ему было 5 лет. В его жилах текла кровь индейцев племени чероки. 
Во время учёбы во Флоридском университете увлёкся американским футболом, однако травма колена и авария положили конец его спортивной карьере. Бросил колледж, чтобы стать актёром и отправился в Нью-Йорк, где сменил несколько работ, изредка появляясь на сцене.
В 1960-е годы работал в различных труппах Нью-Йорка. По совету Клинта Иствуда снимался в спагетти-вестернах и частенько появлялся на телевизионных ток-шоу. Замечен был в «Мистере Робертсе» и подписал контракт с Universal, после чего переехал в Голливуд.
Первоначально снимался в телесериале «Речной пароход» (1959—1960), а потом дебютировал в художественном фильме «Ангельский ребёнок». Следующие десять лет с лишним снимался на телевидении и в кино, регулярно появляясь в сериале «Дымок из ствола» (1962—1965) и в двух полицейских шоу «Ястреб» (1966) и «Дэн Огэст» (1970—1971). В кино он снялся в «Бронированной команде» (1961), «Операция ЦРУ» (1965), «Навахо Джо» (1966), «Сэм Уиски», «Сто ружей», «Тупик, Акула!» (все в 1969) и «Надувательство» (1970).
В разные периоды своей карьеры с одинаковой лёгкостью играл настоящих мужчин с каменными лицами и задиристых, бойких на язык «своих» парней. Внешность (тёмные волосы и смуглая кожа, твёрдо сжатые губы) и манера игры очень часто позволяли ему играть индейцев и полукровок.
В 1972 году решил, что карьеру надо как следует встряхнуть. Он позировал в обнажённом виде для журнала «Космополитен», что считалось тогда, в эру буржуазного феминизма, хорошим спортивным духом. Его естественное, лёгкое очарование и самобытный юмор сделали его частым гостем телевизионных ток-шоу. А он искал роли с комическими элементами, такие как «Пушок» и «Всё, что вы всегда хотели знать о сексе, но боялись спросить» (оба в 1972). Но только резкий поворот в труднейшей роли человека, сумевшего постоять за себя и своих друзей, в картине «Избавление», снятой также в 1972 году, окончательно утвердил его в качестве одного из самых кассовых актёров кино и сделал настоящей суперзвездой.
С 1973 по 1983 год оспаривал звание самого популярного актёра Америки у Роберта Редфорда. Любому фильму с его участием был гарантирован кассовый успех. Пресса наперебой обсуждала его отношения с певицей Тэмми Винет, актрисой Салли Филд и теннисисткой Крис Эверт.
Боевик «Белая молния» (1973) стал первым фильмом, использующим очарование «своего парня». Здесь были и погони на машинах, и сногсшибательные красавицы, много действия и мало мыслей, самогон и образ крутого парня, с которым опасно связываться. Такие фильмы, как «Полицейский и бандит», «Гонки «Пушечное ядро»» сделали его желанным «товаром» на рынке «звёзд».
Он добился большого успеха такими фильмами как «Шеймас», «Человек, который любил танцующих кошек» (оба в 1973), жёсткая тюремная драма о футболе «Самый длинный ярд» (1974). Потерпев провал с мюзиклом «At Long Last Love», снова поднялся на волну в комедии о сухом законе «Везучая леди» (оба в 1975) и саге об эре немого кино «Никелодеон» (1976).
Самая удачная полоса пришлась на конец 1970-х годов, когда Рейнолдс снялся в ряде чрезвычайно развлекательных и высоко оценённых критиками картин. Это были: «Полу-крутой» (1977, о звезде футбола), «Конец» (1978), острая, чёрная комедия, в которой он также выступил и как режиссёр, «Хупер» (1978, смешная комедия о каскадере) и «Начать сначала» (1979) о разведённом мужчине, пытающемся встать на ноги. В интервью того времени он говорил о своём плане игры — перемежать сложные и тонкие проекты, такие как «Начать сначала», с лёгкими, чисто развлекательными комедиями. Но полоса везения кончилась, качество картин упало, и в кассах исчезли очереди за билетами на фильмы с его участием.
Фильмы «Грубая огранка» (1980), «Отцовство» (1981), «Машина Шарки» (1981, также и режиссёр), «Лучшие друзья», «Самый приятный бордель в Техасе» (оба в 1982), «Мужчина, который любил женщин» (1983), «Заваруха в городе» (1984) и «Стик» (1985, также и режиссёр) показывают идущую вниз спираль с невезением с постановками, сменой режиссёров, частые пересъёмки и так далее.
К этому времени трудно было не заметить, что выглядел он и говорил уже столь слабо, что пошли слухи о том, что он болен СПИДом. Это оказалось неправдой, но он в одиночестве боролся с тяжёлой болезнью, которая не давала ему появляться в обществе более года. К сожалению, картины его «возвращения», такие, как «Мэлоун» (в 1987) и «Полицейский по найму» (1988) были одинаково слабыми. Лучше всего он сыграл в «Переключая каналы» (1988) в роли Кэри Грэнта из «Его девушка Пятница», но в кассе успеха не было. Затем Рейнолдс сыграл первую в своей жизни характерную роль стареющего взломщика сейфов в картине Билла Форсайта «Медвежатники» (1989), и работа эта оказалась превосходной. В том же году он озвучил главную роль в мультфильме «Все псы попадают в рай» со своей женой того времени Лони Андерсон. Лони озвучивала женскую главную роль. Весь этот период звёздный статус Рейнолдса оставался неизменным. Просто казалось, что он никак не мог попасть в блокбастер.
Перешагнув пятидесятилетний рубеж, Рейнольдс работал исключительно для телевидения.
Он снялся в коротком телесериале «Б. Л. Страйкер» (B. L. Stryker) (1988—1990), затем в очень популярном сериале «Вечерние тени» (Evening Shade) (1990—1994) и получил телепремию «Эмми».
В 1990-х годах он неожиданно вернулся на голливудский Олимп, снялся в звёздном хите «Полицейский с половиной» (1993), в 1995 году удачно сыграл в триллере «Безумие», в 1996 году прекрасно проявился в фильме «Познакомьтесь с Уолли Спарксом» и заработал номинацию на «Оскар» за роль второго плана в драме «Ночи в стиле буги» (1997).
С 1978 года он владел и управлял театром в Джупитере, Флорида, часто выступая и как режиссёр, и как актёр.
Имел романтические отношения с актрисой Салли Филд. Был женат на Джуди Карне (с 1963 по 1965) и Лони Андерсон (с 1988 по 1993). Своих детей не имел, в браке с Андерсон они усыновили сына Куинтона.
В 1996 году актёр был официально объявлен банкротом.
В 2005 году снялся в ремейке фильма «Самый длинный ярд», где сыграл роль второго плана — бывшего футболиста Нейта Скарборо.
Скончался 6 сентября 2018 года. По данным сайта TMZ причиной смерти стал сердечный приступ.

## Избранная фильмография
| Год       |    | Русское название                                             | Оригинальное название                                                       | Роль                          |
| --------- | -- | ------------------------------------------------------------ | --------------------------------------------------------------------------- | ----------------------------- |
| 1962      | с  | Перри Мейсон                                                 | Perry Mason                                                                 | Чак Блэр                      |
| 1962—1965 | с  | Дымок из ствола                                              | Gunsmoke                                                                    | Куинт                         |
| 1965      | ф  | Операция ЦРУ                                                 | Operation C.I.A.                                                            | Марк Эндрюс                   |
| 1969      | ф  | Сто винтовок                                                 | 100 Rifles                                                                  | Яки Джо                       |
| 1969      | ф  | Людоед                                                       | Shark!                                                                      | Кейн                          |
| 1972      | ф  | Недотёпы                                                     | Fuzz                                                                        | детектив Стив Карелла         |
| 1972      | ф  | Избавление                                                   | Deliverance                                                                 | Льюис                         |
| 1972      | ф  | Всё, что вы всегда хотели знать о сексе, но боялись спросить | Everything You Always Wanted to Know About Sex * (* But Were Afraid to Ask) | за пультом                    |
| 1973      | ф  | Шеймас                                                       | Shamus                                                                      | Шеймас Маккой                 |
| 1974      | ф  | Самый длинный ярд                                            | The Longest Yard                                                            | Пол Кру                       |
| 1975      | ф  | Грязное дело                                                 | Hustle                                                                      | лейтенант Фил Гейнс           |
| 1975      | ф  | Наконец-то любовь                                            | At Long Last Love                                                           | Майкл Оливер Пртичард III     |
| 1976      | ф  | Гейтор                                                       | Gator                                                                       | Гейтор Маккласки              |
| 1976      | ф  | Торговцы грёзами                                             | Nickelodeon                                                                 | Бак Гринуэй                   |
| 1977      | ф  | Полицейский и бандит                                         | Smokey and the Bandit                                                       | Бо «Бандит» Дервил            |
| 1977      | ф  | Крутой наполовину                                            | Semi-Tough                                                                  | Билли Клайд Пакетт            |
| 1978      | ф  | Конец                                                        | The End                                                                     | Уэнделл Санни Лоусон          |
| 1978      | ф  | Хупер                                                        | Hooper                                                                      | Санни Хупер                   |
| 1979      | ф  | Начать сначала                                               | Starting Over                                                               | Фил Поттер                    |
| 1980      | ф  | Грубая огранка                                               | Rough Cut                                                                   | Джек Родс                     |
| 1980      | ф  | Полицейский и бандит 2                                       | Smokey and the Bandit II                                                    | Бо «Бандит» Дервил            |
| 1981      | ф  | Гонки «Пушечное ядро»                                        | The Cannonball Run                                                          | Джей Джей Маклур              |
| 1981      | ф  | Команда Шарки                                                | Sharky’s Machine                                                            | Том Шарки                     |
| 1982      | ф  | Самый приятный бордель в Техасе                              | The Best Little Whorehouse in Texas                                         | шериф Эд Эрл Додд             |
| 1982      | ф  | Лучшие друзья                                                | Best Friends                                                                | Ричард Бэбсон                 |
| 1983      | ф  | Полицейский и бандит 3                                       | Smokey and the Bandit Part 3                                                | Бо «Бандит» Дервил            |
| 1983      | ф  | Мужчина, который любил женщин                                | The Man Who Loved Women                                                     | Дэвид Фаулер                  |
| 1984      | ф  | Гонки «Пушечное ядро» 2                                      | The Cannonball Run 2                                                        | Джей Джей Маклур              |
| 1984      | ф  | Заваруха в городе                                            | City Heat                                                                   | Майк Мерфи                    |
| 1986      | ф  | Гнев                                                         | Heat                                                                        | Ник «Мексиканец» Эскаланте    |
| 1987      | ф  | Мэлоун                                                       | Malone                                                                      | Ричард Мэлоун                 |
| 1987      | ф  | Полицейский по найму                                         | Rent-a-Cop                                                                  | Тони Чёрч                     |
| 1988      | ф  | Переключая каналы                                            | Switching Channels                                                          | Джон «Салли» Салливан         |
| 1989      | ф  | Вещественное доказательство                                  | Physical Evidence                                                           | Джо Парис                     |
| 1989      | ф  | Медвежатники                                                 | Breaking In                                                                 | Эрни Маллинс                  |
| 1989      | мф | Все псы попадают в рай                                       | All Dogs Go To Heaven                                                       | Чарли Би Баркин               |
| 1993      | ф  | Полицейский с половиной                                      | Cop & 1/2                                                                   | Ник Маккенна                  |
| 1993      | тф | Парень с левого края                                         | The Man from Left Field                                                     | Джек Робинсон                 |
| 1995      | ф  | Безумие                                                      | The Maddening                                                               | Рой Скаддер                   |
| 1996      | ф  | Стриптиз                                                     | Striptease                                                                  | конгрессмен Дэвид Диллбек     |
| 1996      | ф  | Время бешеных псов                                           | Mad Dog Time                                                                | Джеки «Чокнутый» Джексон      |
| 1997      | ф  | Познакомьтесь с Уолли Спарксом                               | Meet Wally Sparks                                                           | Ленни Спенсер                 |
| 1997      | ф  | Ночи в стиле буги                                            | Boogie Nights                                                               | Джек Хорнер                   |
| 1999      | ф  | Тайна Аляски                                                 | Mystery, Alaska                                                             | судья Уолтер Бернс            |
| 2000      | ф  | Команда                                                      | The Crew                                                                    | Джои «Бэтс» Пистелла          |
| 2001      | ф  | Гонщик                                                       | Driven                                                                      | Карл Генри                    |
| 2001      | ф  | Соблазнитель                                                 | Tempted                                                                     | Чарли Леблан                  |
| 2002      | с  | Секретные материалы                                          | The X-Files                                                                 | мистер Берт                   |
| 2002      | ф  | Время волка                                                  | Time of the Wolf                                                            | Арчи Макгрегор                |
| 2003      | тф | На том стоим                                                 | Hard Ground                                                                 | Джон «Чилл» Маккей            |
| 2004      | ф  | Трое в каноэ                                                 | Without a Paddle                                                            | Дел Нокс                      |
| 2005      | ф  | Всё или ничего                                               | The Longest Yard                                                            | тренер Нейт Скарборо          |
| 2005      | ф  | Придурки из Хаззарда                                         | The Dukes of Hazzard                                                        | Джефферсон Дейвис «Босс» Хогг |
| 2006      | ф  | Облако 9                                                     | Cloud 9                                                                     | Билли Коул                    |
| 2007      | ф  | Во имя короля: История осады подземелья                      | In the Name of the King: A Dungeon Siege Tale                               | король Конрейд                |
| 2008      | ф  | Игроки                                                       | Deal                                                                        | Томми Винсон                  |
| 2011      | тф | По пути домой                                                | Reel Love                                                                   | Уэйд Уитман                   |
| 2012      | мс | Спецагент Арчер                                              | Archer                                                                      | в роли самого себя            |
| 2017      | ф  | Последняя кинозвезда                                         | The Last Movie Star                                                         | Вик Эдвардс                   |

## Награды
- В 1996 году Бёрт Рейнольдс получил приз «Золотая малина» как участник худшего актёрского дуэта (вместе с Деми Мур) в фильме «Стриптиз» и номинировался на приз за худшую роль второго плана в этом же фильме.